# Phasmomantis sumichrasti
Phasmomantis sumichrasti är en bönsyrseart som beskrevs av Henri Saussure 1861. Phasmomantis sumichrasti ingår i släktet Phasmomantis och familjen Mantidae. Inga underarter finns listade i Catalogue of Life.